# Jistebnice
Jistebnice (en allemand : Jistebnitz) est une ville du district de Tábor, dans la région de Bohême-du-Sud, en République tchèque. Sa population s'élevait à 2 150 habitants en 2024.

## Géographie
Jistebnice se trouve à 14 km au nord-ouest de Tábor et à 66 km au sud de Prague.
La commune est limitée par Sedlec-Prčice au nord, par Borotín, Radkov et Balkova Lhota à l'est, par Meziříčí, Drhovice et Opařany au sud, et par Božetice et Nadějkov à l'ouest.

## Histoire
La première mention écrite de la localité date de 1262.

## Galerie

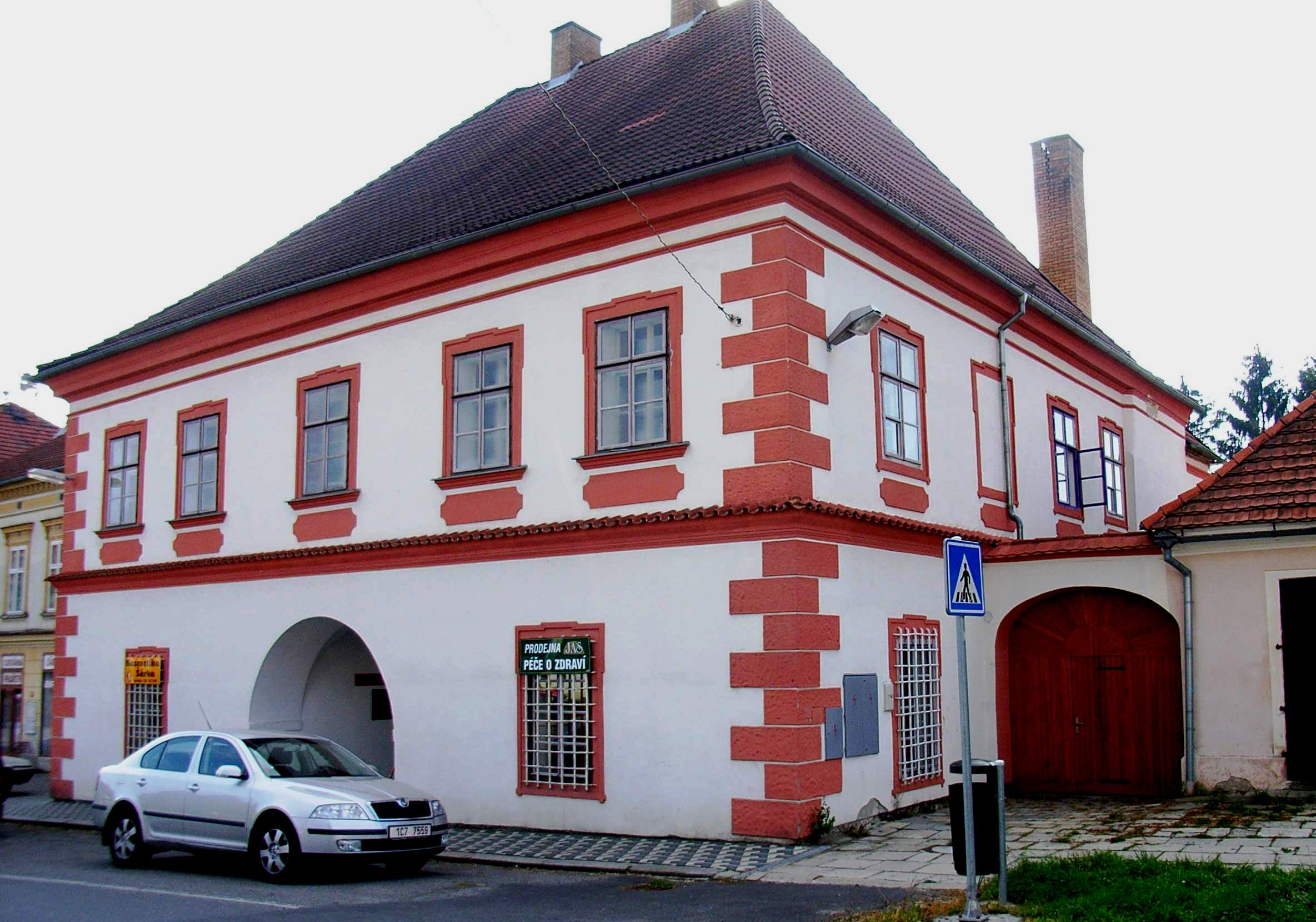
Jistebnice : vieux château.
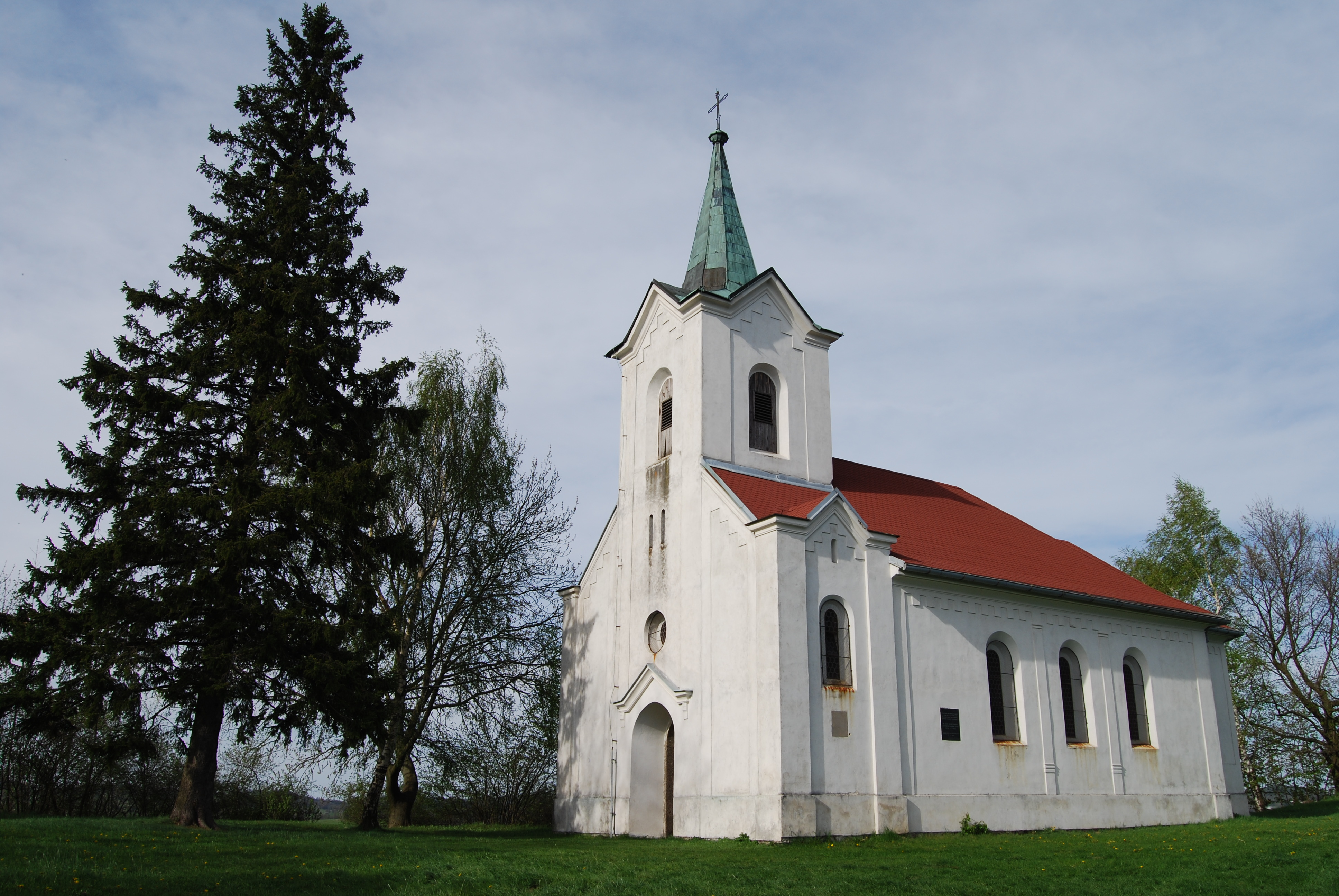
Chapelle Sainte-Marie-Madeleine.

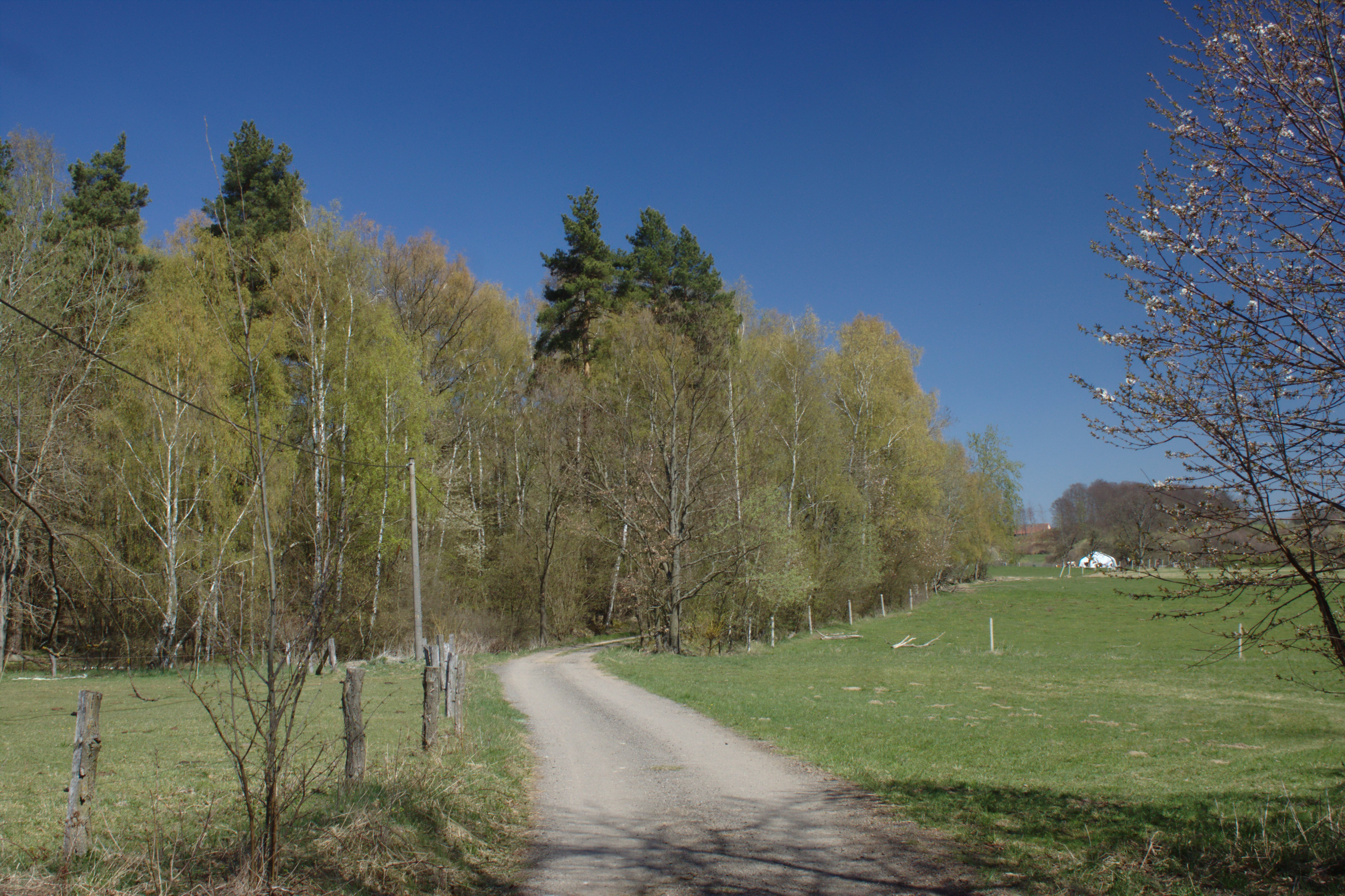
Plechov, route de Nepřejov.
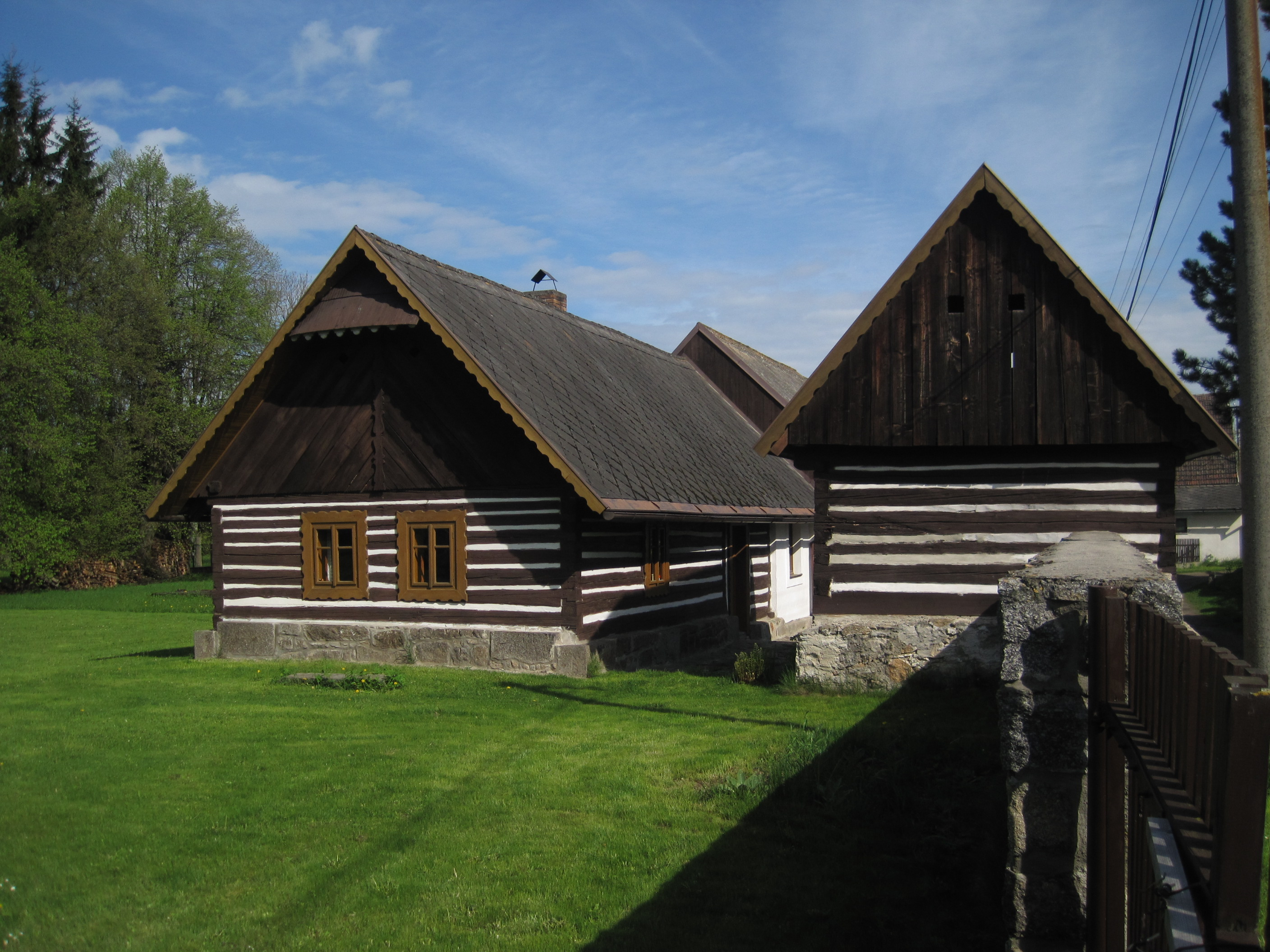
Architecture traditionnelle.

## Transports
Par la route, Jistebnice se trouve à 15 km de Tábor, à 67 km de Ceské Budejovice et à 88 km de Prague.